# جوازة ميري (فلم)
جوازة ميري هو فيلم كوميدي مصري من إنتاج عام 2014، بطولة ياسمين عبد العزيز، حسن الرداد وكريم محمود عبد العزيز، الفيلم من تأليف خالد جلال ومن إخراج وائل إحسان وإنتاج أحمد السبكي.
تاريخ عرض الفيلم يوافق عيد الفطر لسنة 1435 هـ.

## قصة الفيلم
تدور أحداث الفيلم حول فتاة شابة (ياسمين عبد العزيز) والتي تبحث عن عريس، بسبب معاناتها من وحدتها وعدم أهتمام الشباب بها، والمشاكل التي تتعرض لها ولا تجد من يساعدها بها، فتقرر البحث عن عريس، بعد كثير من المحاولات، تجد شابين يعترفان لها بالوقوع في حبها في نفس الوقت، وهي تستغل ذلك ولا تترك أي منهما، مما يؤدي إلى اشتعال الموقف بين الشابين لتحديد من سوف يفوز بها في النهاية.

## بطولة
| - ياسمين عبد العزيز:بيري - حسن الرداد:سيف - كريم محمود عبد العزيز:آدم - بدرية طلبة:صديقة بيري - بوسي:مطربة | - عفاف رشاد:والدة آدم - بيومي فؤاد: اللواء نبيل - أحمد فتحي:مساعد سيف - ياسر الطوبجي:مساعد آدم | - ويزو:صديقة بيري - مجدى إدريس:الزيدي باا - أماني كمال - يوسف حسام: طفل | - محمد الجوهري:علي - حاتم جميل - صلاح عبد الله - خالد سليم:رامي | - سعيد نصار:أمين الشرطة - إبراهيم أبو الرجال:مدير المطبخ - حسام سلامة:جرسون النادي - سعيد عفيفي:تاجر السلاح |

## فريق العمل
| - سامح سليم: مدير تصوير - عمرو عاصم: مونتير الفيلم - مينا فهيم: مساعد مونتير - خالد جلال: سيناريو وحوار - وائل إحسان: مخرج | - سعيد رمزي: ستايلست ملابس - كريم السبكي: توزيع خارجي وداخلي - شركة السينما الكويتية الوطنية: التوزيع في الكويت والخليج - عمرو عاصم: إعداد موسيقي - أحمد السبكي: منتج | - ريمون رمسيس: منتج فني - خالد السبكي: إشراف إنتاج - عمرو عاصم: مصمم الإعلان - تامر فايد: مهندس ديكور - إسلام جودة: مكساچ صوت |

## وصلات خارجية
- مقالات تستعمل روابط فنية بلا صلة مع ويكي بيانات
- صفحة الفيلم في قاعدة بيانات الأفلام العربية